# Soci, Iași
Soci este un sat în comuna Miroslovești din județul Iași, Moldova, România.